# هیپولیت دانگبتو
هیپولیت دانگبتو (انگلیسی: Hippolyte Dangbeto؛ زادهٔ ۲ نوامبر ۱۹۶۹) بازیکن فوتبال اهل فرانسه است.
از باشگاه‌هایی که در آن بازی کرده‌است می‌توان به باشگاه فوتبال تروا، باشگاه فوتبال کان، و باشگاه فوتبال سدان اشاره کرد.
وی همچنین در تیم ملی فوتبال زیر ۲۱ سال فرانسه بازی کرده‌است.